# The Tubes
The Tubes é uma banda de rock originalmente de São Francisco, Califórnia. As músicas "White Punks on Dope" e "She's a Beauty" são as mais conhecidas do grupo.

## História
O grupo The Tubes evoluíram a partir de um grupo de amigos da escola de Phoenix, que já tinha estabelecido as bandas The Beans e The Red, White and Blues Band. A formação inicial foi: Fee Waybill (vocal), Re Styles (vocal), Bill "Sputnik" Spooner (guitarra e vocal), Roger Steen (guitarra), Prairie Príncipe (bateria), Michael Cotten (sintetizador), Vince Welnick (piano) e Rick Anderson (baixo).
O primeiro álbum da banda, intitulado de "The Tubes", foi produzido por Al Kooper e lançado em 1975.

## Discografia
- 1975 – The Tubes
- 1976 – Young and Rich
- 1977 – Now
- 1979 – Remote Control
- 1981 – The Completion Backward Principle
- 1981 – T.R.A.S.H. (Tubes Rarities and Smash Hits)
- 1983 – Outside Inside
- 1985 – Love Bomb
- 1992 – The Best of the Tubes
- 1996 – Genius of America
- 2000 – Millennium Collection: The Tubes
- 2002 – Hoods from Outer Space
- 2003 – White Punks on Dope
- 2008 – Goin' Down the Tubes
- 2009 – Mondo Birthmark